# 奥尔内斯 (姓)
奥尔内斯，是主要使用于挪威的挪威語姓。以下知名人物使用此姓：
- 阿斯比约恩·奥尔内斯（1923年12月20日－2013年1月8日），挪威文学史学家。
- 汉斯·奥尔内斯（1886年5月6日－1960年10月25日），挪威记者。
- 斯韦勒·奥尔内斯（1949年5月14日－），挪威作家。
- 汤姆·奥耶·奥尔内斯（1997年1月25日－），挪威滑雪运动员。